# Apatura yunnana
Apatura yunnana är en fjärilsart som beskrevs av Clayton Dissinger Mell 1952. Apatura yunnana ingår i släktet Apatura och familjen praktfjärilar. Inga underarter finns listade i Catalogue of Life.